# Lobotes surinamensis

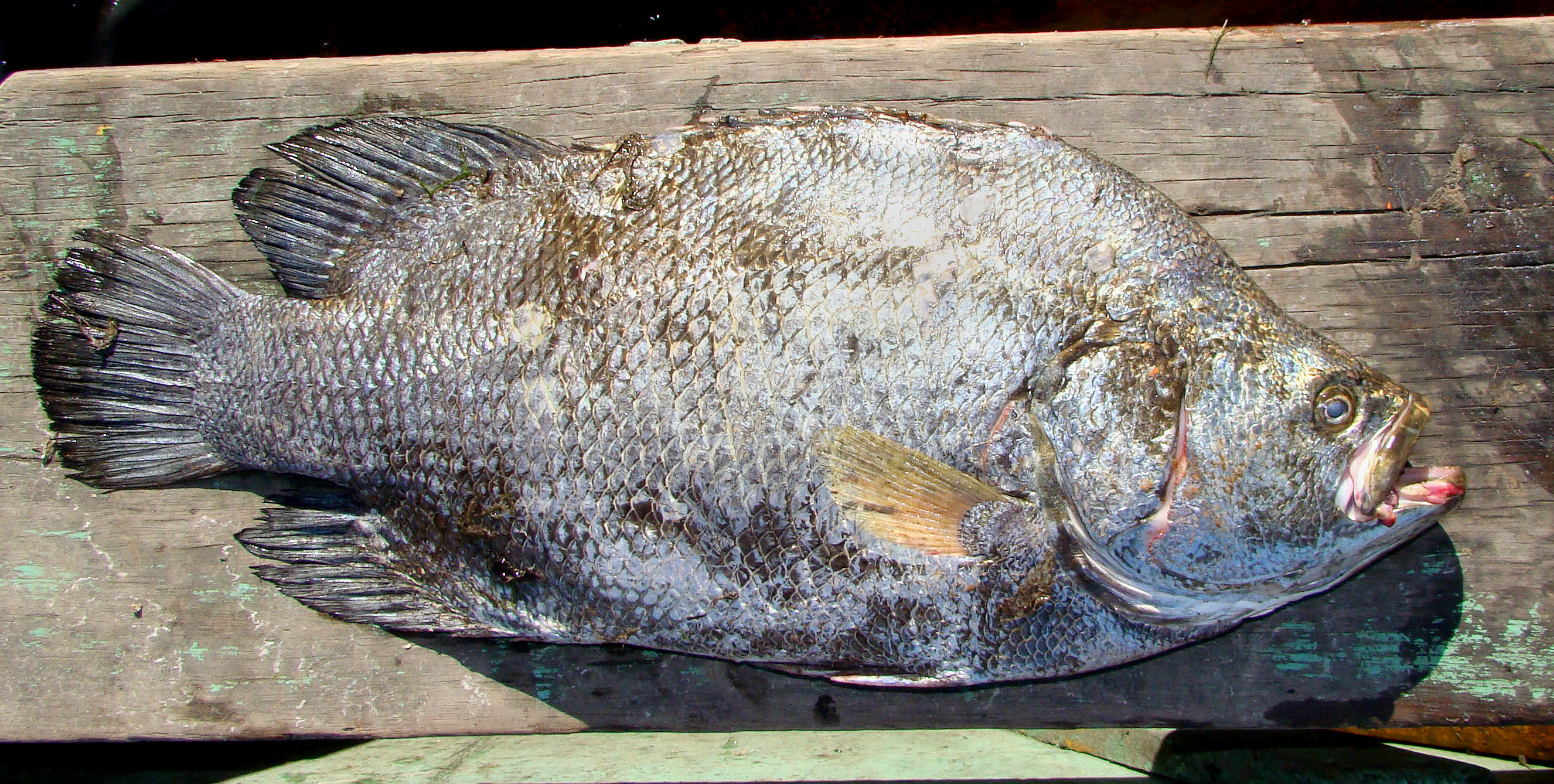
Lobotes surinamensis, Rio Grande do Sul, Brasil

O tripletail atlântico ou tripletail (Lobotes surinamensis), também conhecido como piraca, dorminhoco, carauaçu, cará-açu, prejereba e cará-do-mar, é um peixe marinho de água quente encontrado nos trópicos. Ele pode atingir 90 cm de comprimento e 18 kg. Também é conhecido pelos pescadores por nomes como pisca-pisca ou barco a vapor. Os peixes jovens flutuam de lado, muitas vezes ao lado de destroços, e aparecem como uma folha seca.

## Distribuição geográfica
O tripletail atlântico é o único peixe da família Lobotidae que pode ser encontrado no Oceano Atlântico. Está distribuído em mares tropicais, em maior quantidade na região da Indonésia.
Eles são encontrados em águas desde as Bermudas até a Argentina; da ilha da Madeira até o Golfo da Guiné; da Costa Rica até o Peru; do Japão até as ilhas Fiji e Tuvalu. Entre abril e outubro, estão na Costa do Golfo e, no inverno, migram para águas mais quentes. Na primavera, se concentram em Port Canaveral, na Flórida, e em Jekyll Island, na Geórgia.[carece de fontes?]

## Habitat
Tripletails atlânticos são encontrados na costa da maioria dos mares tropicais e subtropicais. São semimigratórios e pelágicos. Eles podem ser encontrados em baías, enseadas e estuários durante o verão. No Golfo do México, os adultos geralmente são encontrados em águas abertas, mas também podem ser encontrados em passagens, enseadas e baías próximas à foz dos rios. Adultos grandes às vezes são encontrados perto da superfície em águas profundas e abertas, embora sempre associados a objetos flutuantes. Peixes jovens também são freqüentemente encontrados em ou perto de naufrágios, vigas ou suportes, molhes, destroços e bóias marítimas. Os alevinos são geralmente encontrados em águas que excedem 84°F (29°C), salinidade superior a 3,3‰ e mais de 230 pés (70 m) de profundidade.
São conhecidos por flutuarem logo abaixo da superfície com um lado exposto, imitando uma folha ou detritos flutuantes. Acredita-se que seja uma estratégia de alimentação. O comportamento resultou em uma incidência cada vez maior de pescadores recreativos que pescam os tripletails flutuantes, resultando em restrições severas de bolsa e comprimento na Flórida e na Geórgia para garantir populações futuras.

## Biologia

### Características distintas
O tripletail atlântico tem escamas até as barbatanas dorsal, anal e caudal. O perfil de sua cabeça triangular se torna côncavo ao longo da vida. Tem um corpo comprimido e profundo, com olhos pequenos e boca grande. As bases das barbatanas dorsal e anal são escamadas e as peitorais são mais curtas que as pélvicas. O nome "cauda tripla" é dado por causa das três nadadeiras arredondadas do peixe: dorsal, caudal e anal.[carece de fontes?]

### Coloração
Os tripletails atlânticos juvenis são coloridos em amarelo manchado, marrom e preto. Os adultos são pretos azeviche. Quando está de lado na superfície, o tripletail às vezes é confundido com uma folha flutuante de mangue. Os juvenis têm barbatanas peitorais brancas e uma margem branca nas barbatanas caudais. Tripletails adultos têm padrões variados de cores manchadas que variam de marrom escuro a marrom avermelhado, geralmente com um tom de cinza.[carece de fontes?]

### Tamanho, idade e crescimento
O tripletail atlântico tem uma aparência distinta e pode ser facilmente reconhecido por suas três nadadeiras dorsais de tamanho igual, que estão posicionadas ao longo de suas costas. O corpo é geralmente castanho-escuro ou esverdeado, com manchas irregulares mais claras. A espécie tem formato de corpo comprimido e pode atingir até 1 metro de comprimento e pesar até 27 kg. O tripletail atlântico tem uma cabeça larga com uma boca grande e seus olhos estão posicionados no topo da cabeça. A espécie tem uma vida útil relativamente curta, com uma idade máxima relatada de 8 anos.

### Dieta
Tripletails atlânticos são comedores oportunistas: se alimentam principalmente de peixes pequenos, como menhaden do golfo, pára-choques do Atlântico e anchovas. Alimentam-se também de invertebrados, como caranguejos azuis e camarões marrons, além de outros crustáceos bentônicos.[carece de fontes?]

### Reprodução
A desova ocorre principalmente no verão ao longo das costas do Atlântico e do Golfo do México dos EUA, com picos durante julho e agosto. A espécie é conhecida por desovar em águas abertas, com pico de desova ocorrendo nos meses de verão. As fêmeas podem produzir até 700.000 ovos por evento de desova, e os ovos são pelágicos e flutuantes. As larvas são planctônicas e sofrem mudanças morfológicas significativas antes de se estabelecerem no substrato. Os machos atingem a maturidade sexual em um tamanho menor e em idade mais jovem do que as fêmeas. Grandes congregações de tripletails durante os meses de verão nas águas costeiras e costeiras da Geórgia sugerem que esta área é um habitat estuarino crítico para a desova da espécie. Os tripletails atlânticos larvais passam por quatro níveis de desenvolvimento; pré-flexão, flexão, pós-flexão e transformação. No momento em que as larvas atingem 0,16 in (4 mm), têm olhos grandes e cabeças côncavas. As formas larvais dos tripletails atlânticos se assemelham às dos peixes-bomba, alguns xaréus, peixes-espadas e robalos.[carece de fontes?]

### Predadores
O tripletail atlântico não tem muitos predadores, mas é predado por uma variedade de predadores maiores, incluindo tubarões, barracudas e outros grandes peixes predadores. Juvenis tripletail também são vulneráveis à predação por pássaros, como pelicanos e gaivotas, que podem ser atraídos por detritos flutuantes onde os peixes estão se abrigando.

### Parasitas
Os parasitas da cauda tripla incluem os copépodes Anuretes heckelii que afeta as cavidades branquiais, Lernanthropus pupa que afeta os filamentos branquiais e Scianophilus tenius.[carece de fontes?]

## Importância para os humanos
Algumas toneladas de tripletails do Atlântico são pescadas comercialmente nas costas leste e oeste da Flórida e comercializadas frescas, congeladas ou salgadas. Eles são capturados principalmente com redes de arrasto, redes de emalhar e equipamentos de linha. São comuns nas capturas de atum com redes de deriva ao longo da borda da plataforma continental. Este peixe é alvo de pescadores recreativos devido à sua deliciosa carne.[carece de fontes?]

## Conservação
O tripletail atlântico não está listado como ameaçado ou vulnerável na World Conservation Union (IUCN). Tanto a Flórida quanto a Geórgia têm um limite de dois peixes por dia para a pesca recreativa. Na Flórida, o comprimento mínimo é de 18 polegadas; na Geórgia, 18 pol.